# János Rombauer
János Rombauer, aussi connu sous son nom en slovaque Ján Rombauer, né à Levoča le 28 mai 1782 en Haute-Hongrie (actuellement en Slovaquie) et mort le 12 février 1849 à Prešov, est un peintre portraitiste hongrois. Son style est typique du Biedermeier hongrois.

## Biographie

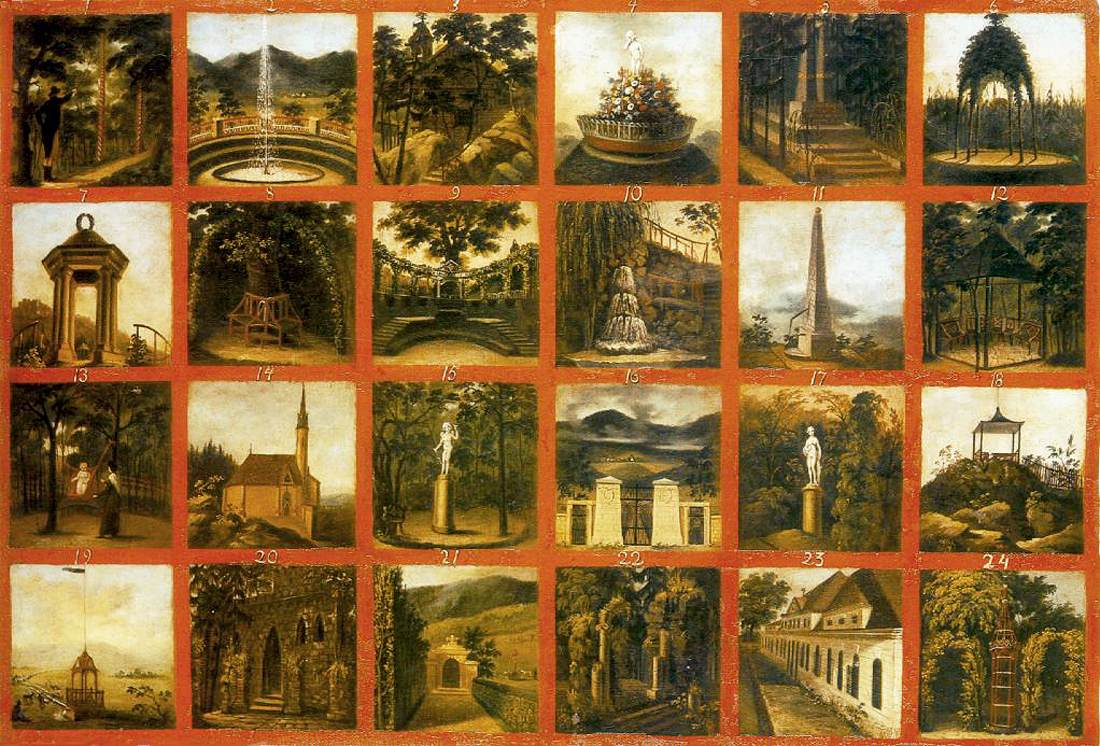
Série des jardins anglais du château de Csáky à (1803, Galerie nationale hongroise, salle des tableaux historiques)

János Rombauer nait le 28 mai 1782 à Levoča en Haute-Hongrie, dans le royaume de Hongrie. Son père, David Rombauer (1742-1806), un protestant d’origine germanique, était sculpteur sur bois.
À Pest (aujourd’hui Budapest), János Rombauer devient le disciple de Ján Jacob Stunder (sk). À dix-neuf ans, il commence à y travailler comme portraitiste. Sa première miniature connue date de 1802.
Vers 1805, probablement à Bardejov, il rencontre l’aristocrate polonais Joseph Auguste Ilinski (pl) qui, à cette époque, est au service du gouvernement russe. Impressionné par son talent, Ilinski l’invite dans son domaine près de Romaniv. En 1806, Rombauer l’accompagne à Saint-Pétersbourg, où il élit domicile. Il y travaille comme enseignant et comme peintre, notamment auprès de la cour du tsar. Vers 1810, il s’exerce à la copie de tableaux du musée de l'Ermitage afin d’améliorer sa technique. En 1818, il épouse Amalie Baumann (née vers 1795 - morte en 1843), d’origine germano-balte. Durant son séjour dans la capitale, il devient membre de l’Académie impériale des Beaux-Arts et participe à ses expositions. Vladimir Borovikovski et Oreste Kiprensky semblent avoir eu une influence significative sur son style.
Il retourne en Hongrie en 1824 et s’installe à Prešov avec sa femme. Leur unique enfant, Matilda, nait en 1829. Il poursuit son œuvre dans cette ville, peignant de nombreux portraits de la noblesse — hongroise ainsi que russe — et de citoyens éminents du royaume de Hongrie.
János Rombauer meurt le 12 février 1849.
Bien que spécialisé dans la peinture de portraits, il est également l’auteur de paysages et d’œuvres religieuses, dont quelques retables. On estime qu’il a peint au moins deux-cent-quarante-huit œuvres, dont beaucoup ont été perdues. Aujourd’hui, ses peintures connues sont pour l’essentiel conservées au musée de l’Ermitage, à la galerie Tretiakov, à la Galerie nationale hongroise et à la Galerie nationale slovaque. Il est un des représentants les plus notables du Biedermeier hongrois,.

## Galerie

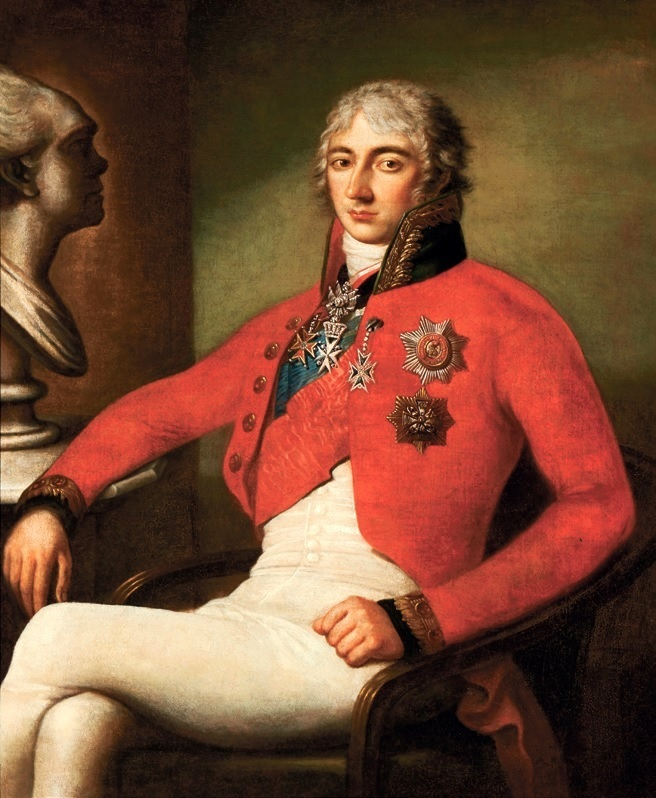
Joseph Auguste Ilinski (pl)
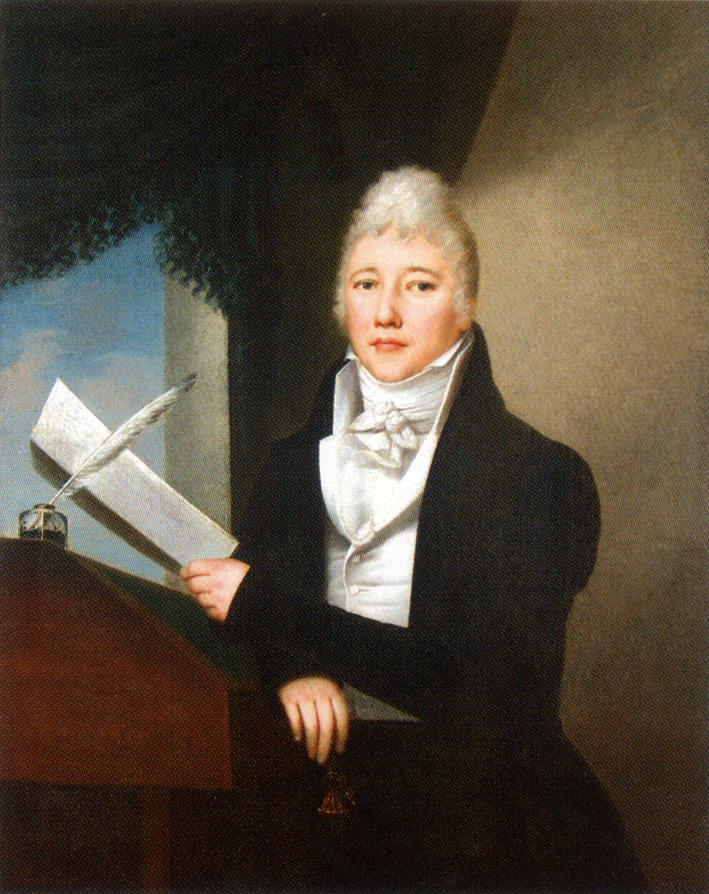
Vladislav Ozerov (c. 1807-1809)
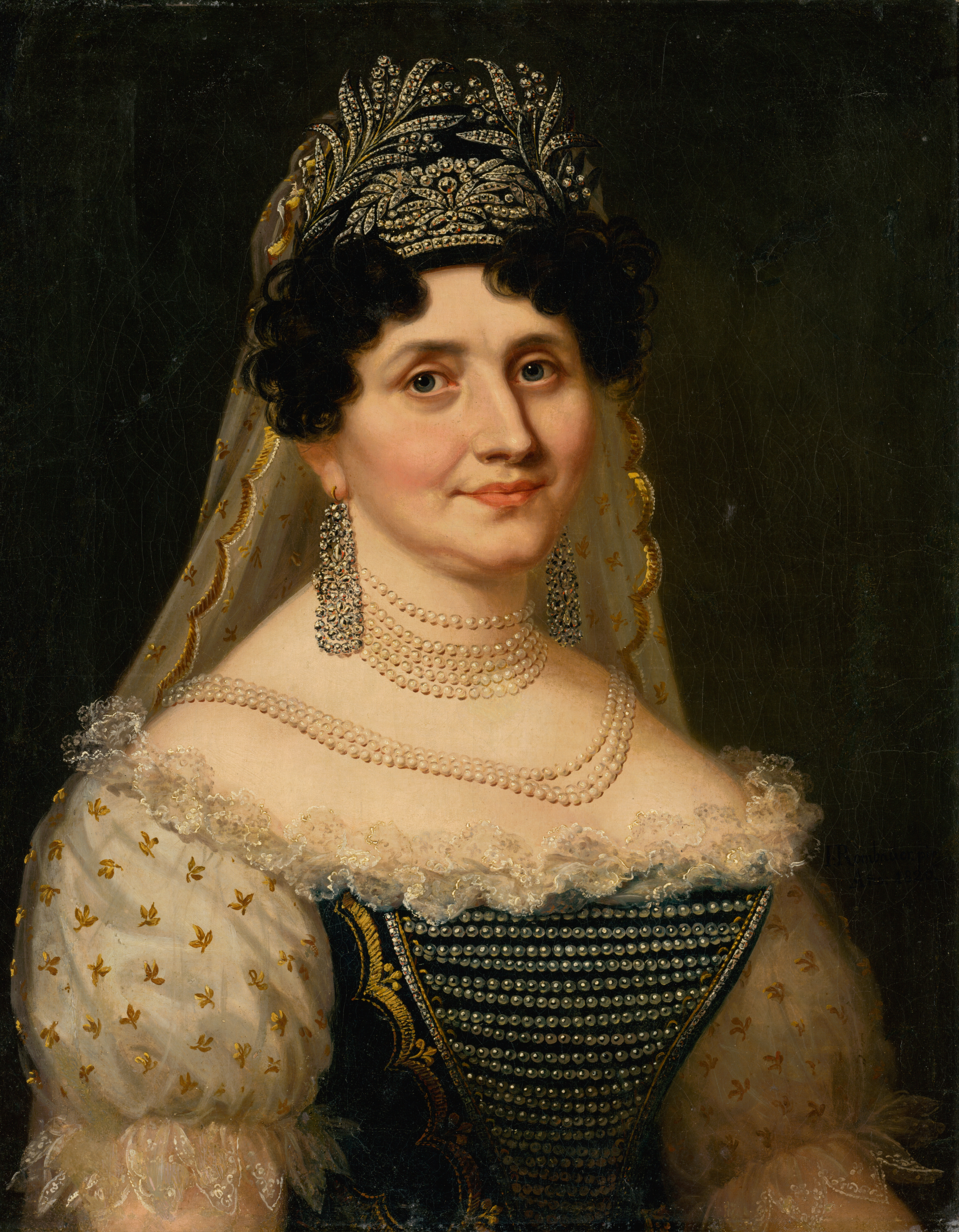
La comtesse Barkóczy (1820)
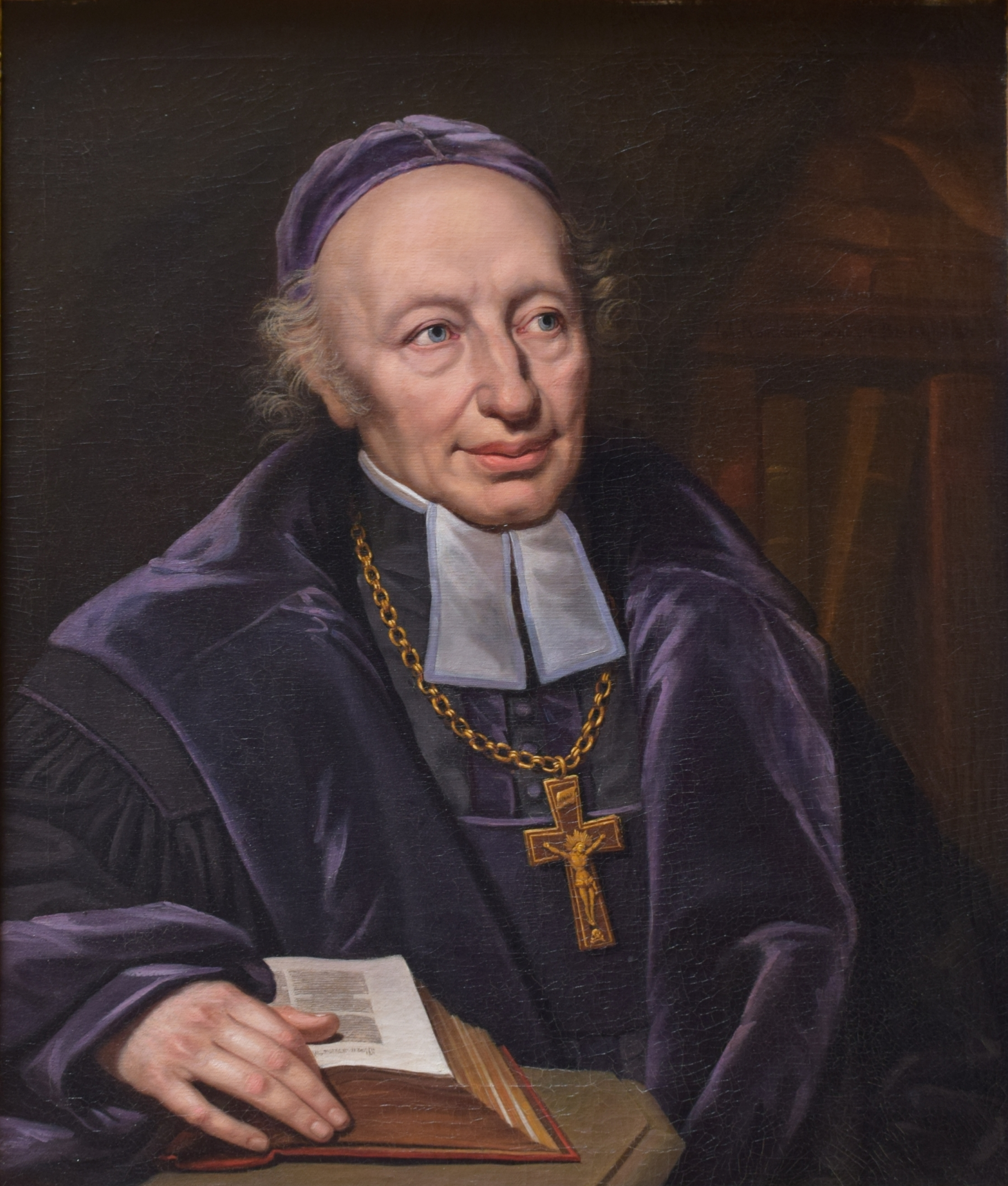
Ignace Aurélien Fessler (1821)
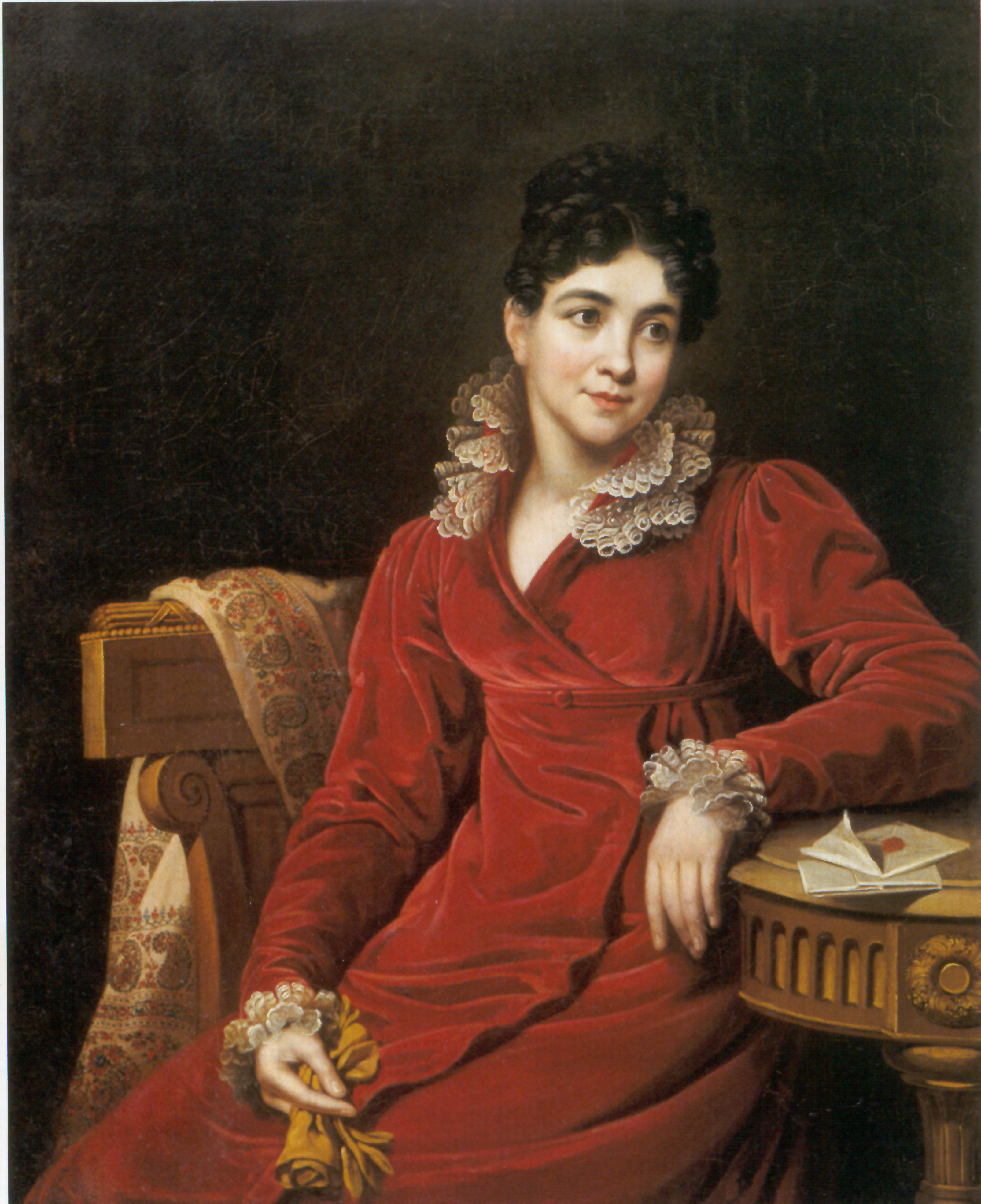
Praskovya Koutaïsova, épouse de Pavel Koutaïsov (ru) (années 1820), musée d'Histoire de Dnipro
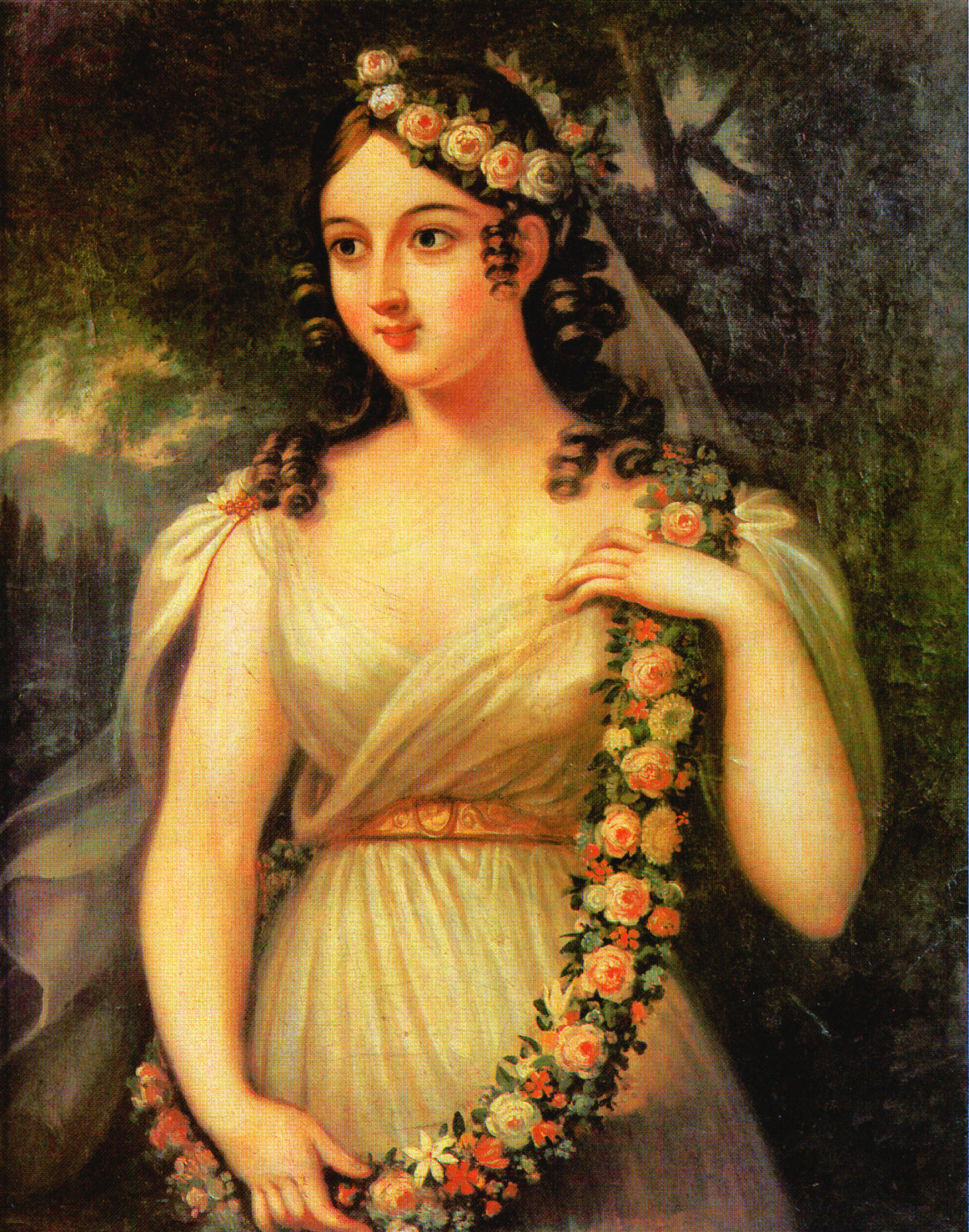
Le Printemps (c. 1830)